# Roncade
Roncade är en ort och kommun i provinsen Treviso i regionen Veneto i Italien. Kommunen hade 14 568 invånare (2018).